# 安国少季
安国少季 (？—前112年)，灞陵人 (今陕西西安)。著名西汉初时期大臣。于公元前113年同辩士谏大夫终军、勇士魏臣等人出使南越国。南越樛太后婚前曾与他私通，这时又旧情复燃。后南越大臣吕嘉起事，杀死汉使，不知所终。